# 신석환
신석환(申奭煥, 1876년 6월 20일 ~ 1947년 1월 9일)은 조선 시대 관료 출신의 대한제국 독립운동가이다. 호(號)는 학화(鶴花, 學和)이다.

## 생애

### 주요 이력
한성부 종로방 중학동 77번지에서 출생하였으며 지난날 한때 직계 일가족과 함께 일본 나고야에서 잠시 유아기를 보낸 적이 있고 1879년 직계 일가족과 함께 조선국에 귀국한 그는 한성부 종로방 화동 110번지에서 성장하였다.
1893년 학행으로 음서 천거되어 1893년 5월에서 1894년 8월까지 조선국 하급 관료(조선국 황해도 황주군 예하 군서기관) 직책을 지냈으며 1894년 8월 26일을 기하여 조선국 하급 관료 직책을 사퇴하였고 그 후 한성부 유림회 일원으로의 봉직과 농사 등으로 소일하던 그는 1897년 대한제국 창건과 1905년 을사늑약 사건과 1910년 경술국치 사건을 모두 목도하였으며 훗날 1920년 주비단(籌備團)의 단원으로 입문하여 대한민국 임시정부 군자금 모집 관련 활동에 참여하였다.
그는 애초 1910년 경술국치 사건으로 인하여 대한제국 국권 체제 박탈 후 이민식(李敏軾)·여준현(呂駿鉉) 등과 함께 세력을 규합하여 1919년 3·1 운동 직후 대한민국 임시정부에 대한 원조와 연락을 통하여 대한 독립 운동을 전개하기로 하였다. 그 후 1920년 6월경, 대한민국 임시정부와의 연락 하에 경성부 연지동 경신학교에서 주비단(籌備團)이라는 비밀 독립 운동 관련 단체를 조직하였다. 주비단이 조직되면서 제일 먼저 착수한 것이 군자금 모집이었다. 장응규는 국민정부 중화민국 장쑤 성 상하이에서 대한민국 임시정부 발행 공채증권(公債證券) 10,000원 분을 가지고 왔다. 이 공채증권을 자산가에 대해 설득과 협박 등으로 매각하여 자금을 조달하였지만, 결국 6,000여 원 정도에 그쳤다. 또한 그들의 활동이 일경에 탐지되어, 그들 대부분은 체포되었다. 결국 그는 이 사건으로 말미암아, 1922년 4월 13일 경성지방법원에서 소위 보안법으로 징역 6개월형을 선고받고 옥고를 치렀으며 1922년 10월에 만기출감하였다.

## 사후
대한민국 정부에서는 고인의 공훈을 기리고자 1999년 8월 15일을 기하여 대한민국 건국포장을 추서하였다.